# Lukna (přítok Minije)
Lukna je říčka na západě Litvy (Telšiaiský kraj) v Žemaitsku na Žemaitijské vysočině. Pramení 2 km na jihovýchod od vsi Stalgas, jihovýchodní okraj okresu Plungė. Je dlouhá 14 km. Řeka teče zprvu směrem západním, u vsi Mižuikiai se stáčí obloukem až do směru východoseverovýchodního. U vsi Luknėnai protéká rybníkem. Při soutoku se Stalgupisem je Hradiště (piliakalnis), obrostlé smrky a jinými stromy, které se jmenuje Skruodienės kalnas nebo jinak Stalgėnų piliakalnis. Na pěkném, starými duby obrostlém soutoku řek Minija a Lukna je prostranství jménem "Dainų slėnis" (lit. Údolí písní), kde je také (pohanské) obětiště. Zde obyvatelé vsi Stalgėnai pořádají různé folklorní slavnosti (například majáles). Do řeky Minija se vlévá severozápadním okraji města Stalgėnai jako její levý přítok 154,2 km od jejího ústí do Atmaty.

## Přítoky
- Levé: L – 1
- Pravé: Stalgupis a dalších 5 nevýznamných přítoků